# Bohdan Jung
Bohdan Jung (ur. 15 sierpnia 1953 w Warszawie) – polski ekonomista (ekonomia kultury, rekreacji i środków masowego komunikowania), publicysta, ekspert rynku medialnego, profesor w warszawskiej Szkole Głównej Handlowej.

## Kariera naukowa
Studiował na Wydziale Handlu Zagranicznego Szkoły Głównej Planowania i Statystyki w latach 1971-76. W 1980 broni doktorat. 
Od 1979-80 asystent w Instytucie Koniunktur i Cen MHZ. W latach 1981–82 pracuje jako adiunkt w Centre national de la recherche scientifique w Paryżu. W latach 1992–95 profesor nadzwyczajny SGH w Instytucie Gospodarki Krajów Rozwijających się Kolegium Ekonomiczno-Społecznego Uczelni, dyrektor Instytutu. Od 1999 profesor zwyczajny. Członek Rady Naukowej Zakładu Krajów Pozaeuropejskich PAN. Jest autorem ponad 80 artykułów specjalistycznych o ekonomii, kulturze, postmodernizmie i społeczeństwie informacyjnym. Wykładał gościnnie w: 
- Penn State University i Michigan State University
- Rutgers University
- George Mason University
- Academy of Leisure Sciences (USA)
- Tilburg University
- Breda High School for Tourism
- CHN School of Tourism Studies (Holandia)
- University of Liverpool
- Staffordshire University
- Manchester Metropolitan University (Wielka Brytania)[3].

Był członkiem Międzynarodowej Rady Akademickiej Polskiego Komitetu EXPO 2012. Recenzent projektów Unii Europejskiej w ramach programów PHARE (Bruksela). Pełni funkcję kierownika Zakładu Mediów Elektronicznych i Komunikowania w Instytucie Studiów Międzynarodowych SGH. Współpracuje z Krajową Radą Radiofonii i Telewizji. 

## Kierowane prace badawczo-naukowe
- Badanie efektywności wyszukiwarek internetowych jako narzędzia analizy naukowej (metodologia i ocena)[5].
- Badanie wiarygodności źródeł internetowych informacji[6].

## Ważniejsze publikacje
- Ekonomia czasu wolnego: zarys problematyki (PWN, Warszawa 1989, ISBN 83-01-09214-9)
- Media na rynku: wprowadzenie do ekonomiki mediów (współautor Tadeusz Kowalski, Wydawnictwa Akademickie i Profesjonalne, Warszawa 2006, ISBN 83-60501-15-7)
- The Theory and practice of change in consumption patterns of developing countries (Central School of Planning and Statistics in Warsaw. Research Institute for Developing Countries, 1991)[7]
- Zarządzanie i marketing w kulturze i rekreacji (praca zbiorowa pod red. Bohdana Junga, Wydawnictwo Naukowe Semper, Warszawa, ISBN 83-85810-64-1)[8]
- Media, komunikacja, biznes elektroniczny (Warszawa, DIFIN centrum Doradztwa i Informacji Sp.z o.o 2001, ISBN 83-7251-115-2)[9]
- Polityka państwa polskiego w dziedzinie mediów elektronicznych w kontekście europejskiej polityki audiowizualnej (studium oprac.: Karol Jakubowicz (red.), Bohdan Jung, Tadeusz Kowalski, Warszawa Krajowa Rada Radiofonii i Telewizji, 2003)[10]
- Komunikowanie w perspektywie ekonomicznej i społecznej (pod red. B. Junga, Warszawa 2001, Szkoła Główna Handlowa. Oficyna Wydawnicza, ISBN 83-7225-101-0)